# Ньюкасл-апон-Тайн
Ньюкасл-апон-Тайн (Нюкасль упон Тайн, англ. Newcastle upon Tyne) — місто на північному сході Англії, адміністративний центр графства Тайн-енд-Вір.
Своєю назвою, а Ньюкасл перекладається українською як «Новий замок», місто завдячує замку, збудованому (1080) Робертом II, герцогом Норманським, старшим сином Вільгельма Завойовника. Новий замок замінив собою старі фортифікаційні споруди римлян, за яких місцеве поселення називалося Понс Еліус. Місто зростало як центр деревообробної промисловості, пізніше стало центром вугільного басейну.
Порт розвинувся у 16 столітті й разом з верфями нижче по течії річки став одним з найбільших світових кораблебудівних і корабелеремонтних центрів. Ці галузі промисловості з тих часів занепали, тож тепер місто є головно бізнесовим та культурним центром, з особливою репутацією щодо нічного життя.
Місто найзнаменитіше коричневим елем — основним видом пива, мальовничим мостом через річку Тайн та футбольною командою Ньюкасл Юнайтед з Прем'єр-ліги. Місто приймало найпопулярніший у світі півмарафон — Великий північний забіг, починаючи з 1981 року.
Ньюкасл посідає 16 місце за кількістю населення в Сполученому королівстві, у той час коли більша Тайнсайдська конурбація, частиною якої є Ньюкасл, займає шосте місце за населенням серед конурбацій Сполученого королівства. Ньюкасл є членом Групи Основних Міст Англії, а також разом з Ґейтсхедом належить до мережі європейських міст Євросіті.
Місцевий люд називається джорді. У місті проживає приблизно 270 тисяч осіб.

## Освіта

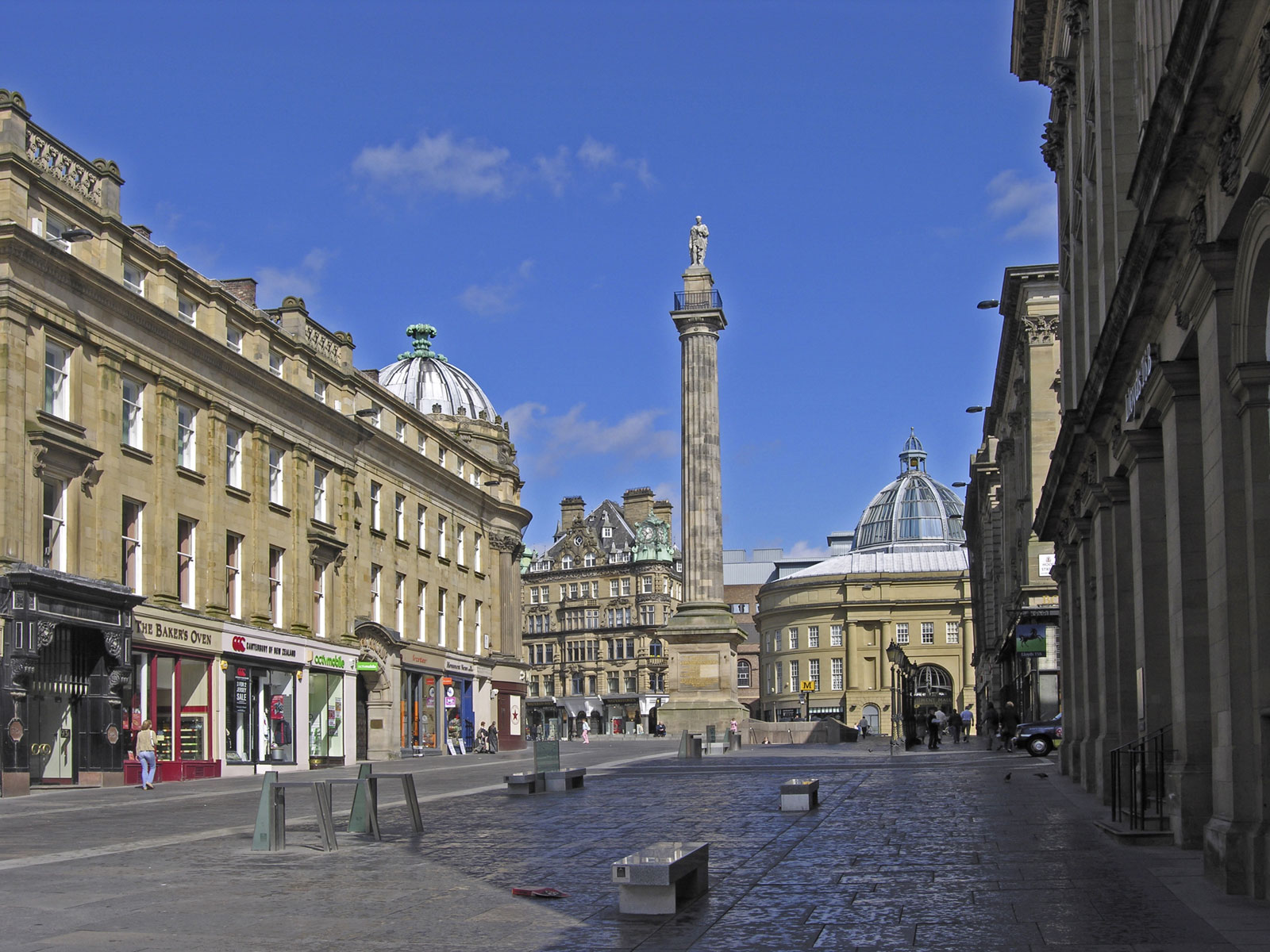
Пам'ятник ерлу Грею

- Ньюкаслський університет

## Уродженці
- Семмі Амеобі (нар. 1992) — англійський футболіст.
- Даніелла Джордж (* 1976) — британська науковиця-інженерка і популяризаторка науки.
- Кетлін Манн (1896—1959) — британська художниця-портретистка і художниця по костюмах.
- Льюїс Генрі Мекін (1850—1917) — американський художник.